# Radoslavci
Radoslavci so naselje v Občini Ljutomer.

## Izvor krajevnega imena
Izpeljano iz osebnega imena Rádoslavъ (ki se v Čedajskem evangeliju omenja kot Radozlau). Krajevno ime torej prvotno pomeni 'prebivalci Radoslavovega naselja'. V starih listinah se kraj imenja v letih 1265−1267 in Rodozlausdorf, 1433 zu Radislacz in 1455 Radischlauczen.